# Варварівка (Кам'янець-Подільський район)
Варва́рівка (до 1946 року — Барбарівка) — село в Україні, у Новодунаєвецькій селищній територіальній громаді Кам'янець-Подільського району Хмельницької області.

## Назва
Історична назва поселення Барбарівка, походить від польського імені дочки поміщика та власниці села Барбари. Перейменовано 1946 року на Варварівку, в'язку з іноземним походженням історичної назви.

## Географія
Подільське село Варварівка розташоване на подільській височині, в південно-західній частині України. Відстань від старостинського села Підлісний Мукарів до центру села Варварівка становить 4,1 кілометра. Між Варварівкою та Вихрівкою розташований став, неподалік села знаходиться великий лісовий масив.

## Історія
Поселення відоме з ХХ століття, засноване польським паном для своєї дочки, довгий час у селі проживало багато поляків.
В 1905 року зафіксована назва «Барбарівка».
Внаслідок поразки визвольних змагань на початку XX століття, село надовго окуповане російсько-більшовицькими загарбниками.
Радянська окупація принесла колективізацію та розкуркулення, мешканці села зазнали репресій. Багатьох частинах Поділля відбувались масові селянські повстання, проти радянської влади.
В 1932–1933 селяни села пережили Голодомор.
Указ Президії ВР УРСР від 7 березня 1946 року «Про збереження історичних найменувань та уточнення і впорядкування існуючих назв сільрад і населених пунктів Кам’янець-Подільської області»: село Барбарівка перейменовано на село Варварівка.
З 1991 року в складі незалежної України.
13 серпня 2015 року шляхом об'єднання сільських рад, село увійшло до складу Новодунаєвецької селищної громади, до цього органом місцевого самоврядування була Підлісномукарівська сільська рада.
Центральна вулиця села Варварівка була вулиця Леніна. Відповідно до вимог Закону України «Про засудження комуністичного та націонал-соціалістичного (нацистського) тоталітарних режимів в Україні та заборону пропаганди їхньої символіки» вказаній вулиці присвоєна нова назва - вулиця Центральна.
У 1990-2000-х роках у селі працював магазин, який розташовувався на вул. Центральна. Станом на 2017 рік у Варварівці магазин не працює, продукти харчування підвозяться автотранспортом.
Відповідно до рішення 12 сесії 7 скликання № 2-20/2017 від 29.06.2017 Дунаєвецької селищної ради "Про створення старостинських округів", село Варварівка входить до складу Підлісномукарівського старостинського округу.
17 липня 2020 року, в результаті адміністративно-територіальної реформи та ліквідації Дунаєвецького району, село увійшло до складу Кам'янець-Подільського району.
Хронікер села
Завдяки фотографу Тіні Жидачевській, яка мешкала у Варварівці у 70 роках, збереглось чимало фотографій будинків села та його місцевих жителів.

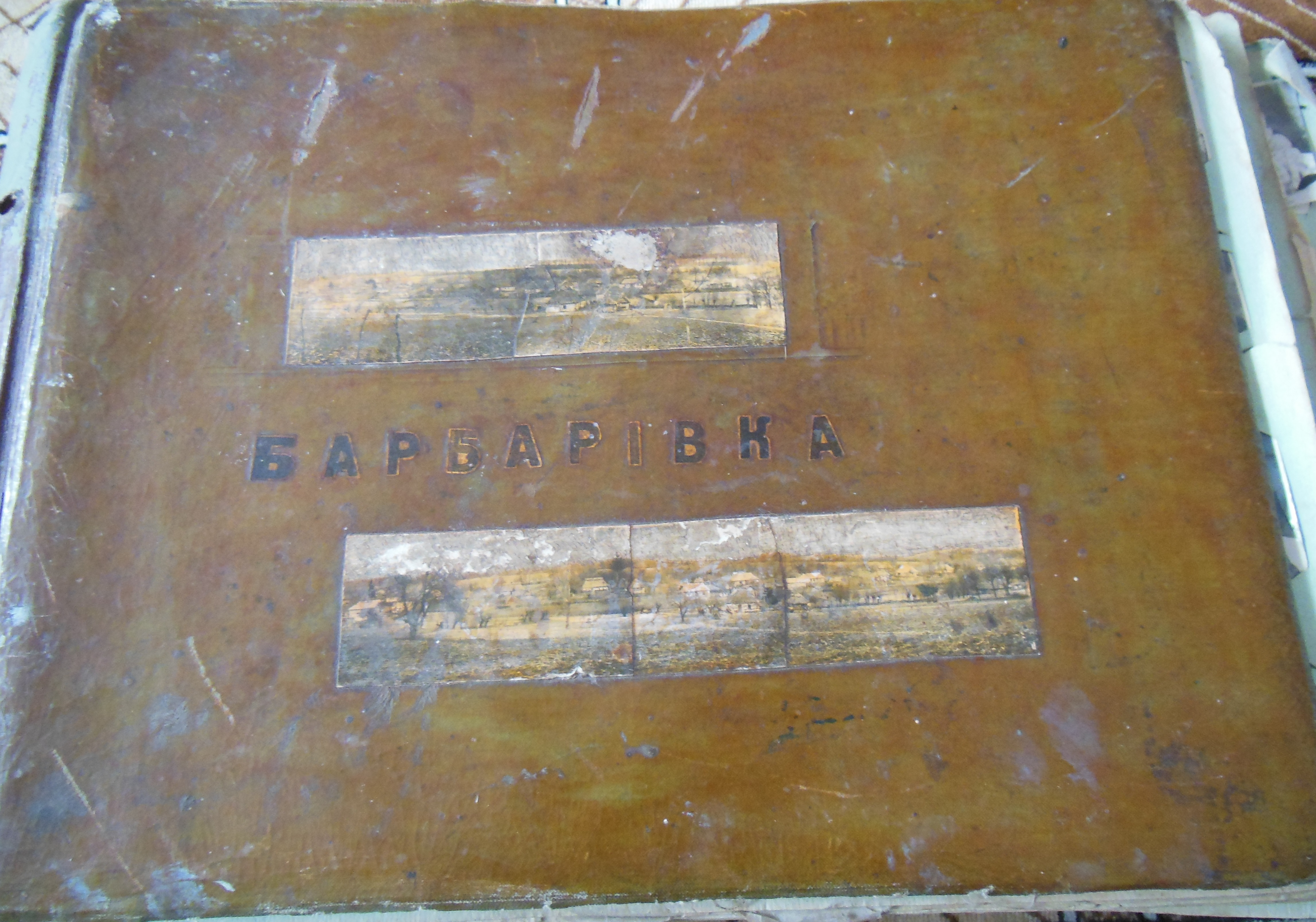
Альбом села Варварівка
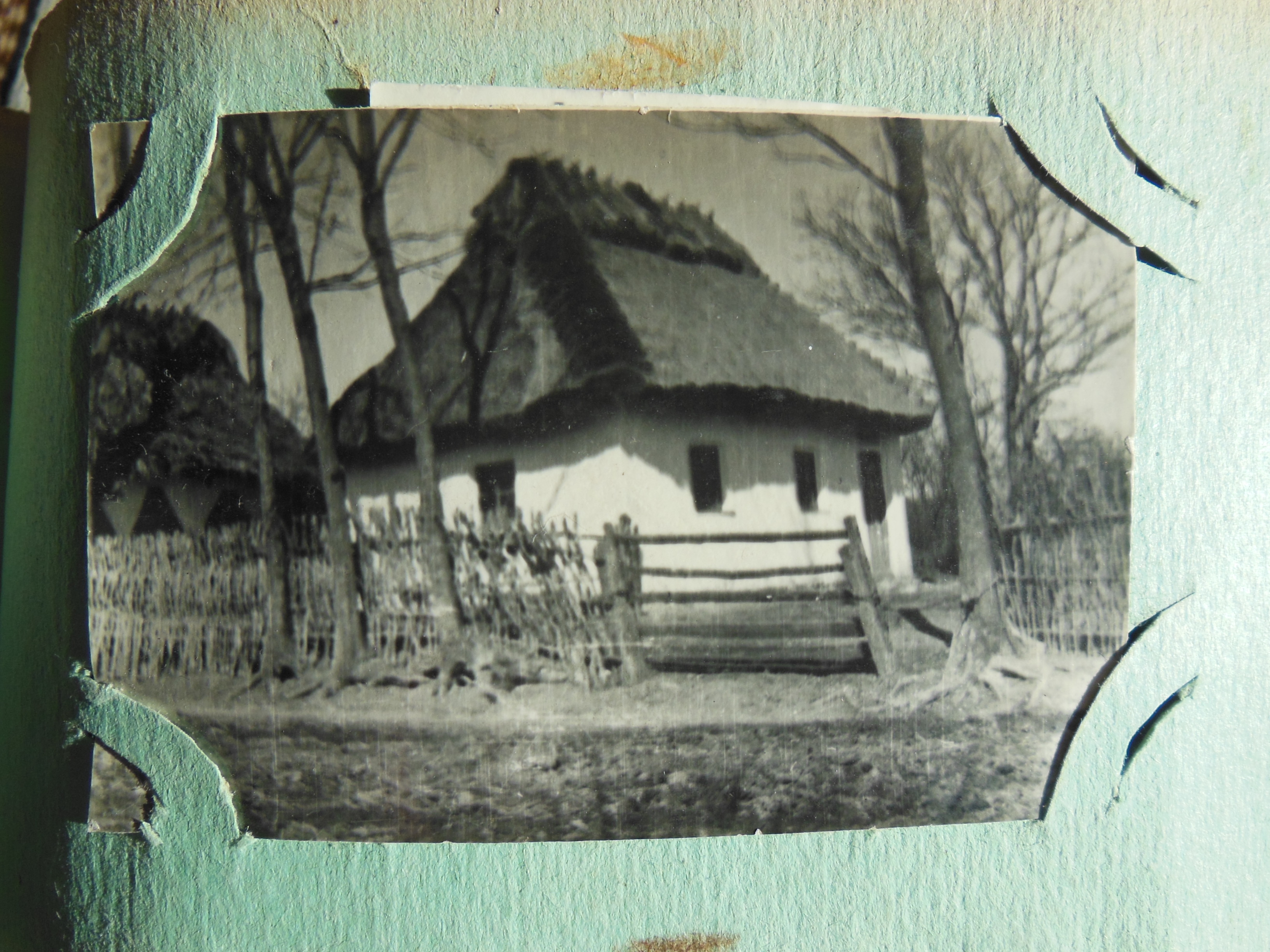
Будинок. Село Варварівка
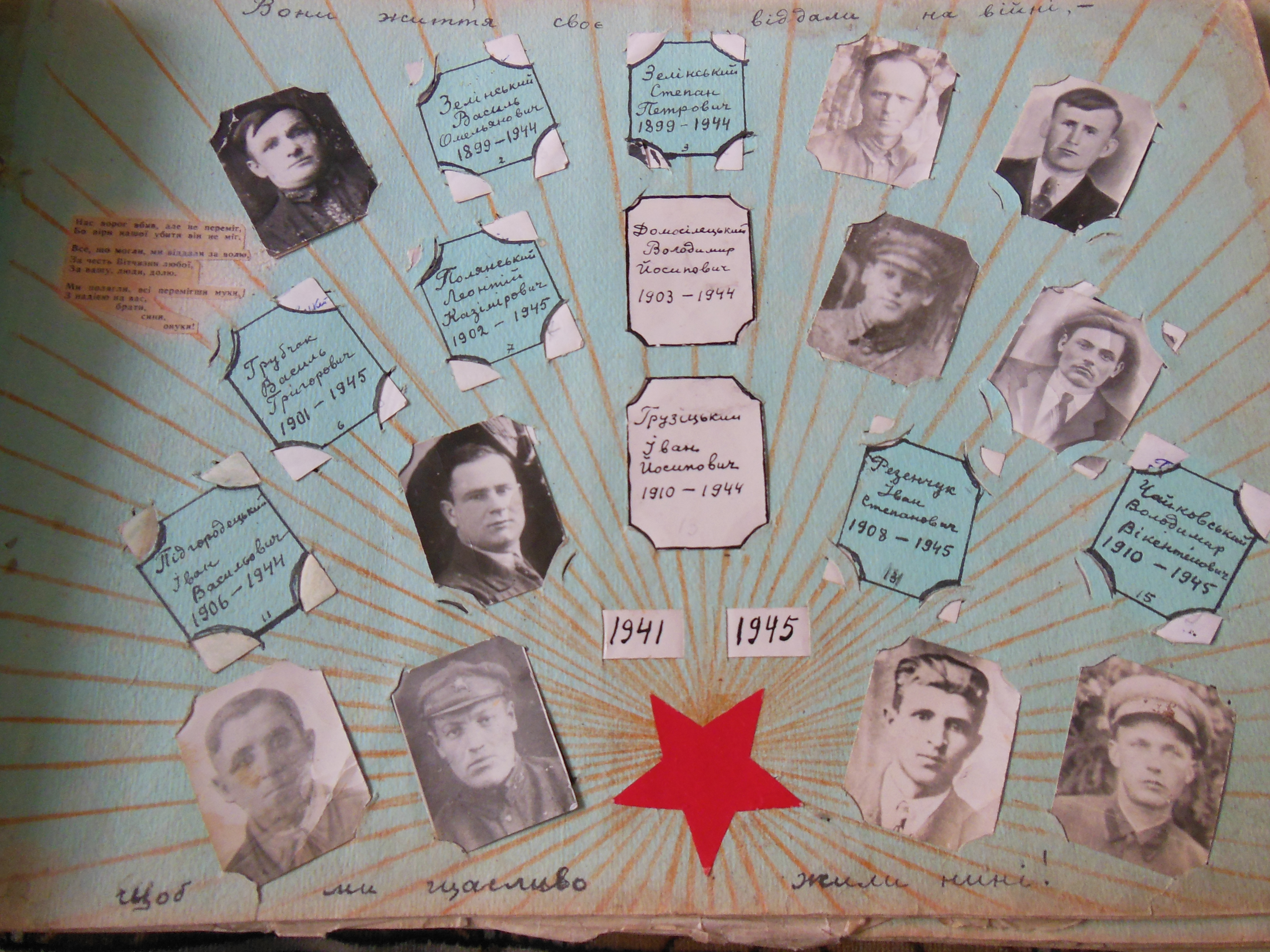
Воїни Другої світової війни, які народились в селі Варварівка

## Населення
Кількість населення за даними перепису 2001 року 113 осіб.
Станом на 01.01.2015 — 64 особи.
Станом на 2023 рік в селі мешкало близько 19 осіб, переважно пенсійного віку.

## Інфраструктура
Можливість здобуття середньої освіти населенням села Варварівка забезпечує НВК «Підлісномукарівська ЗОШ І-ІІІ ступенів - ДНЗ».

## Галерея

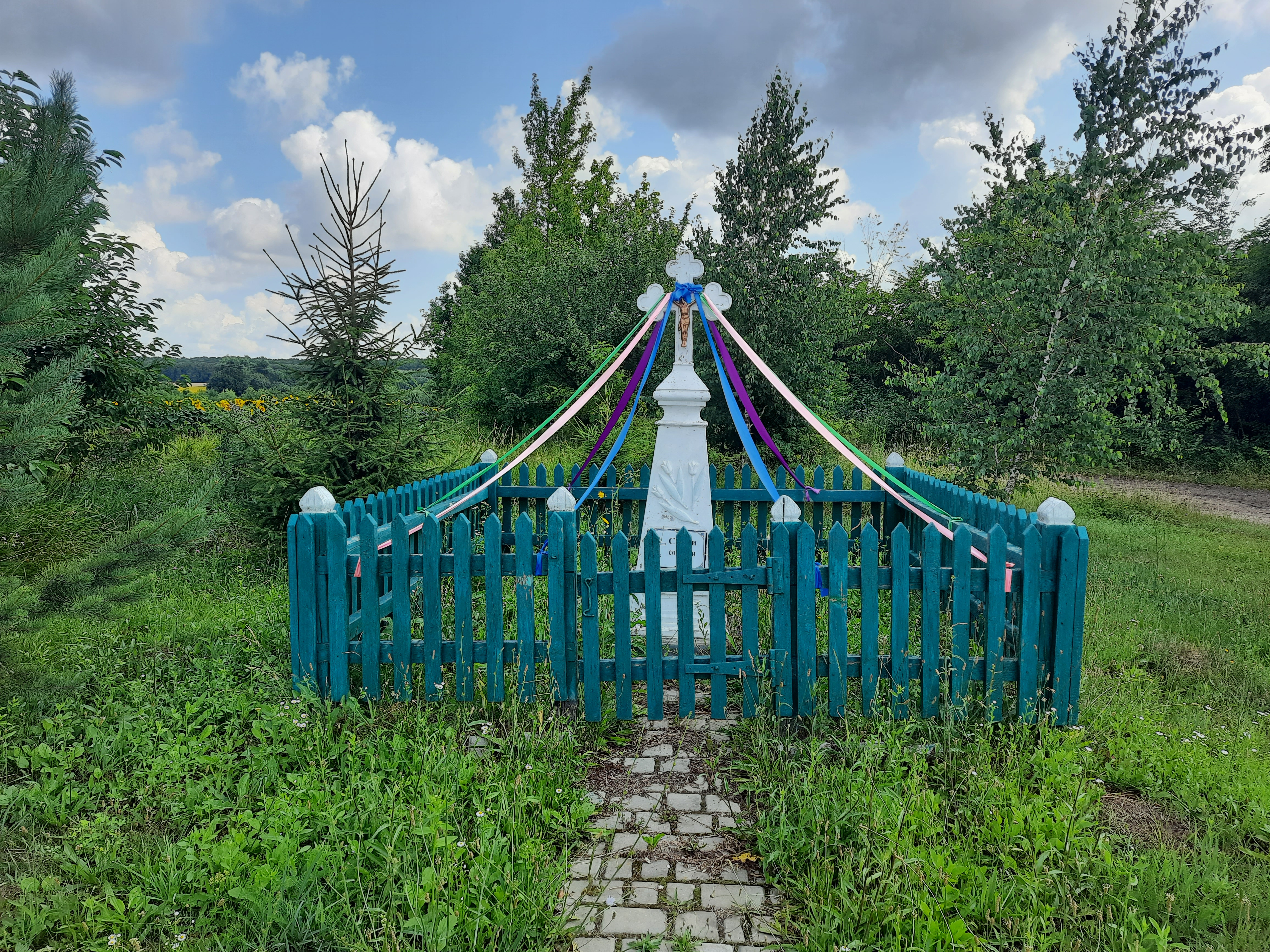
Пам'ятний хрест при в'їзді в село
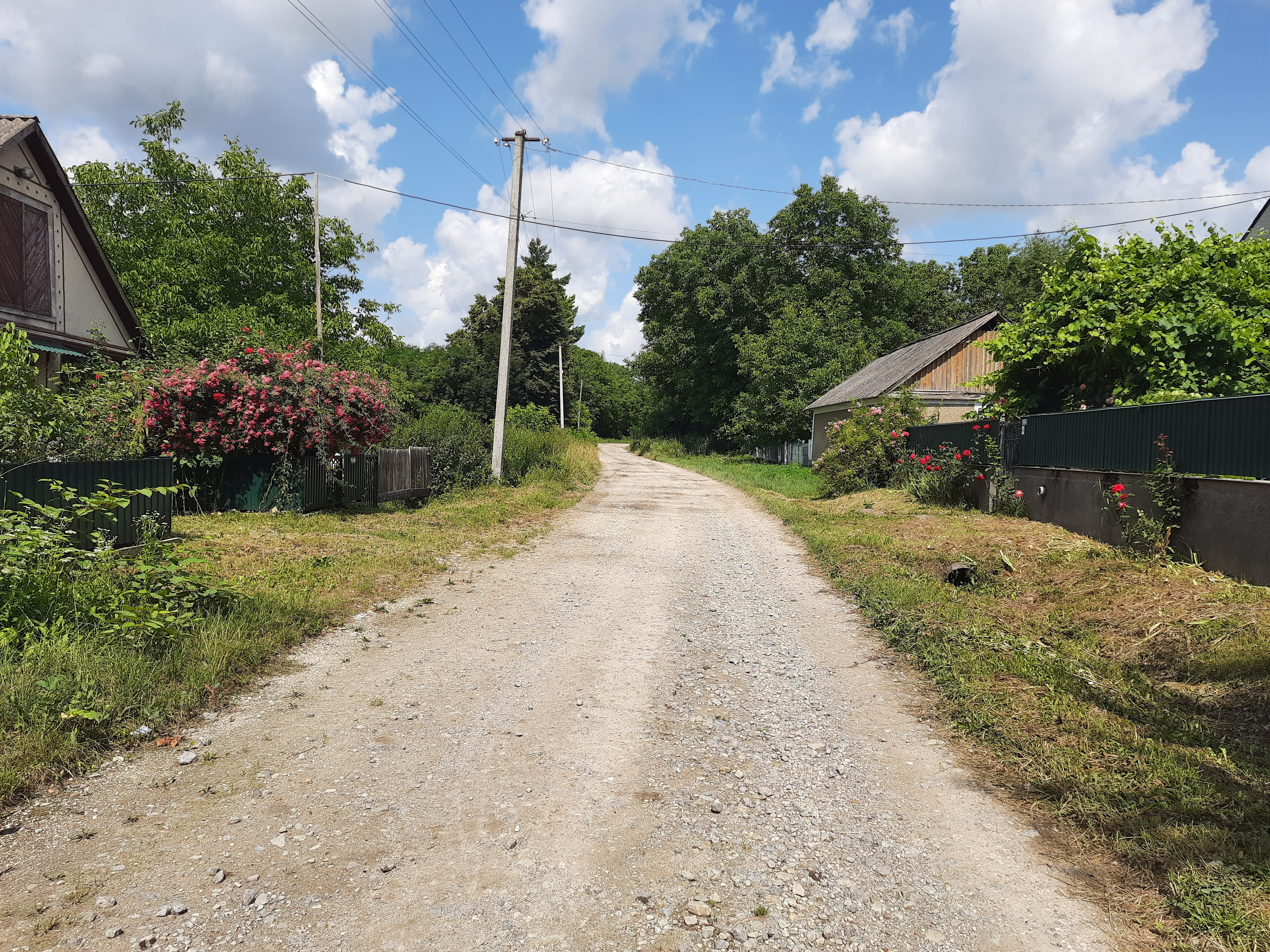
Сільська вулиця
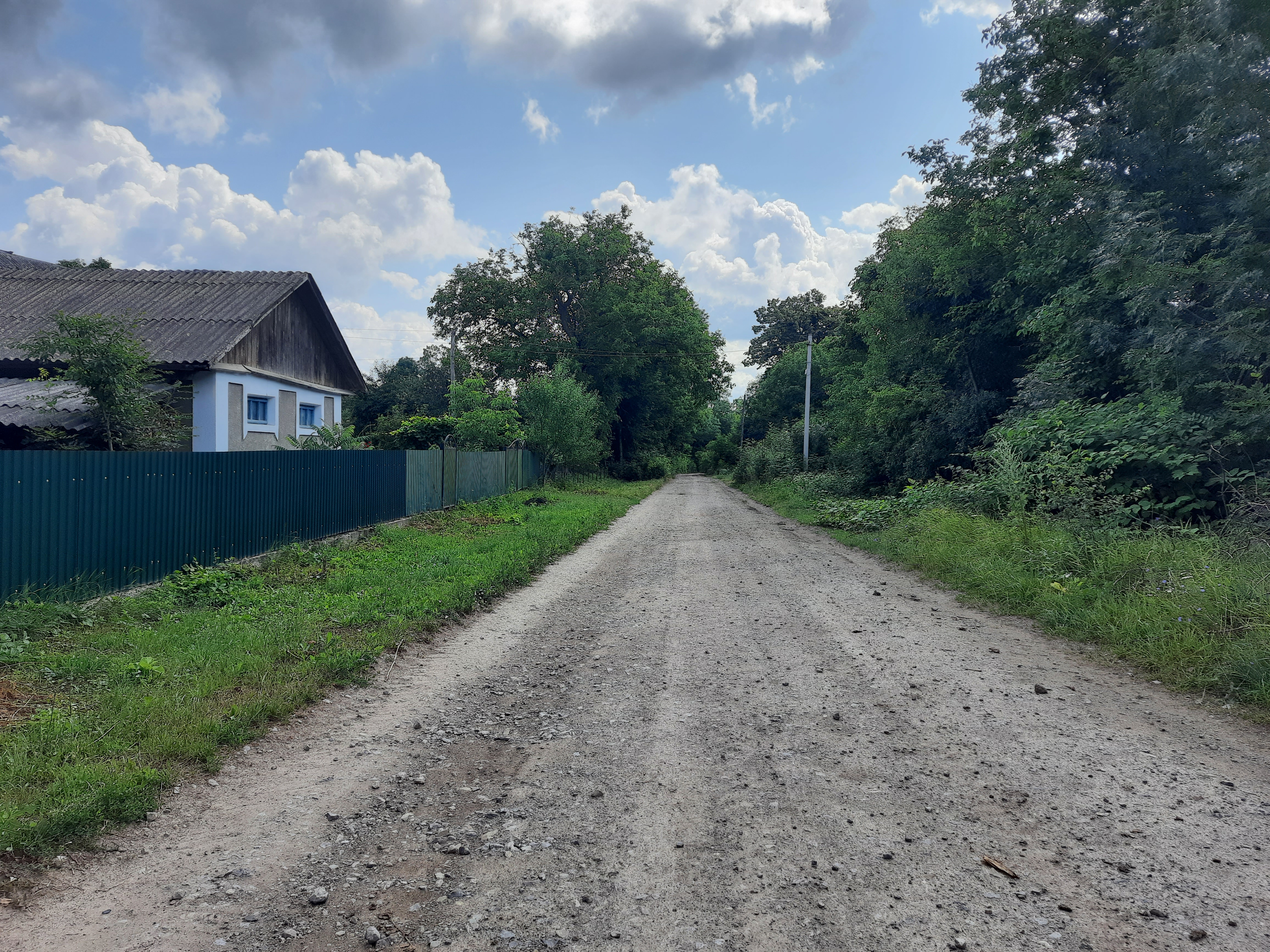
Сільська вулиця
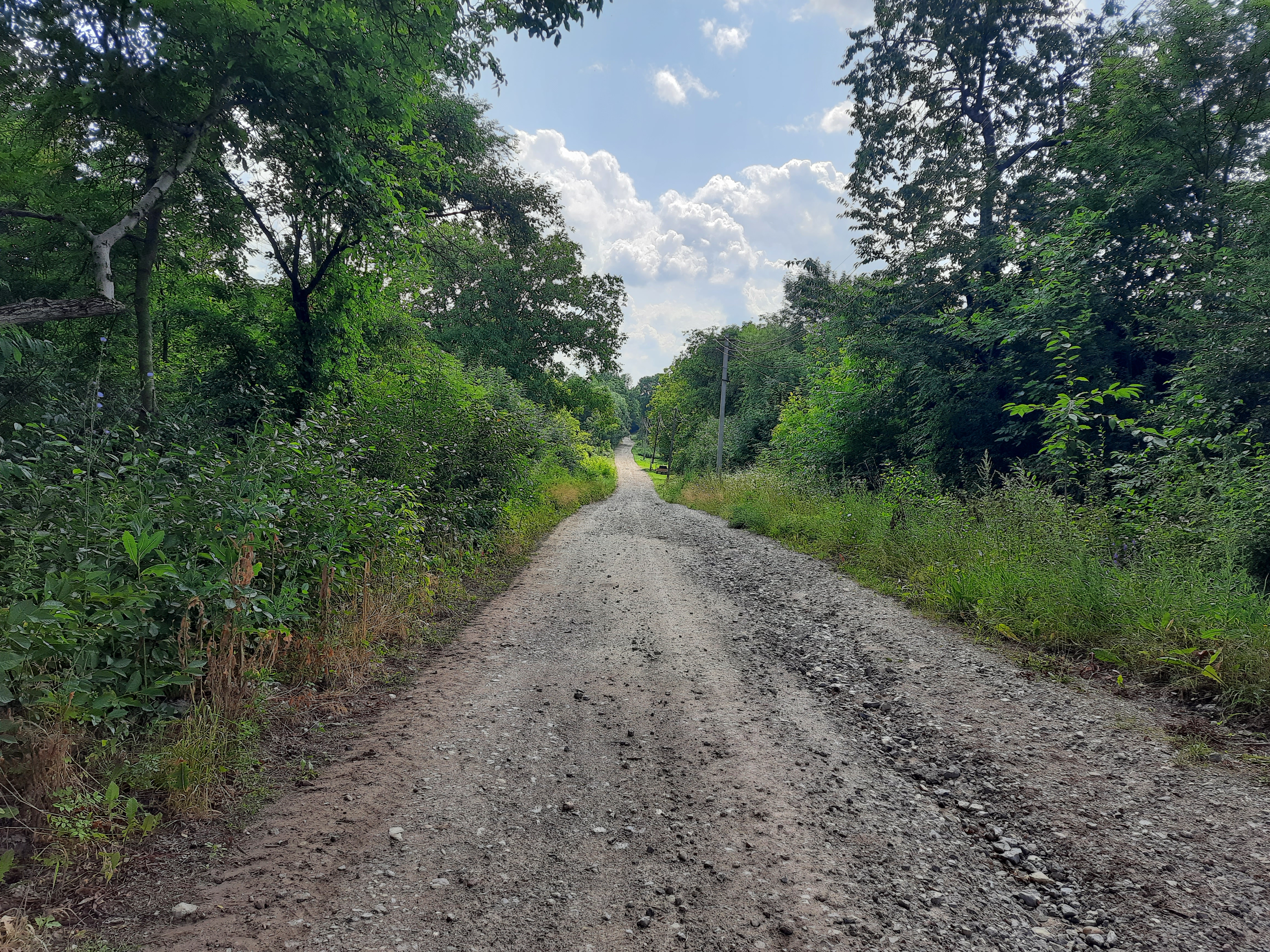
Сільський пейзаж
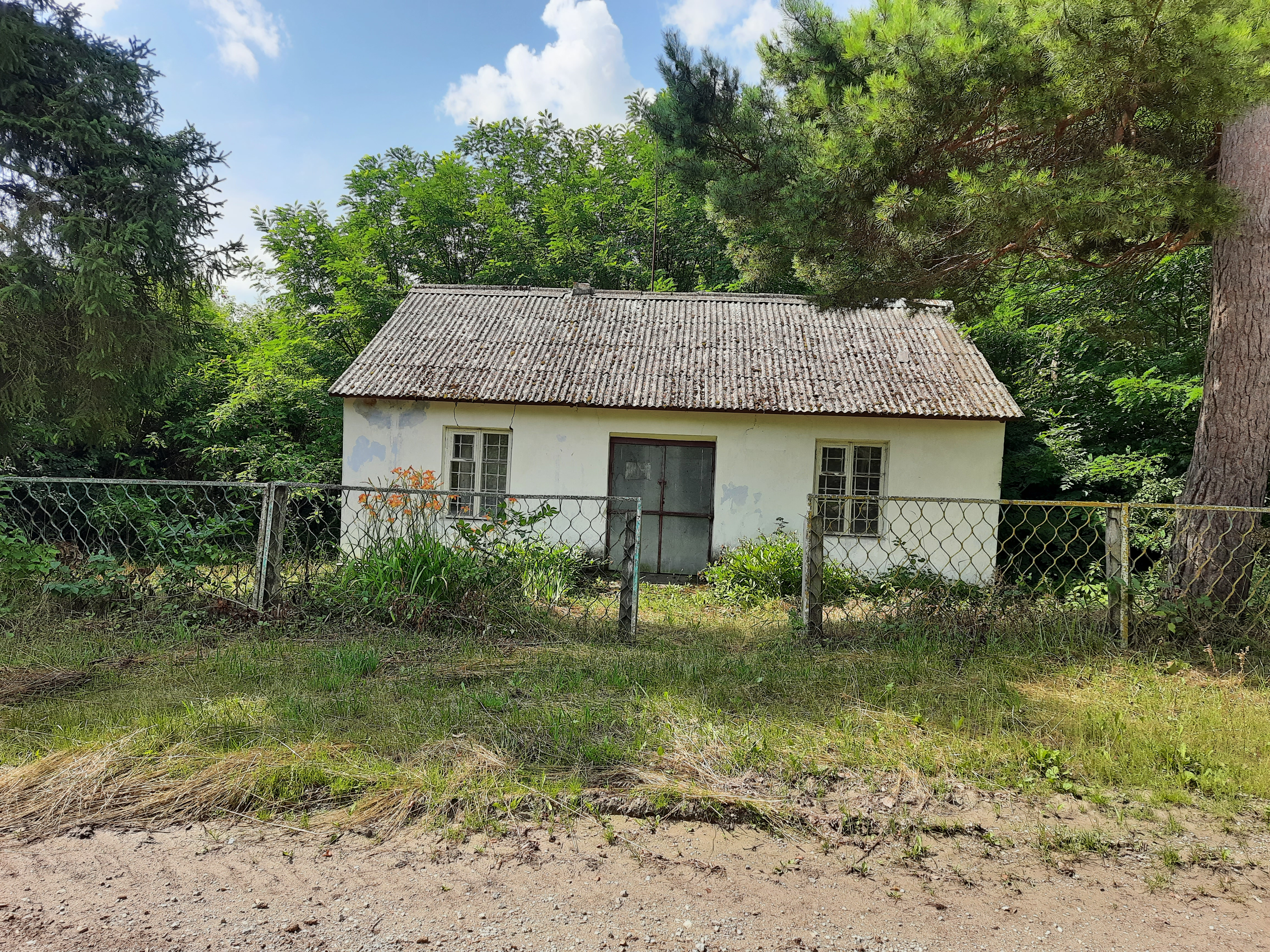
Крамниця
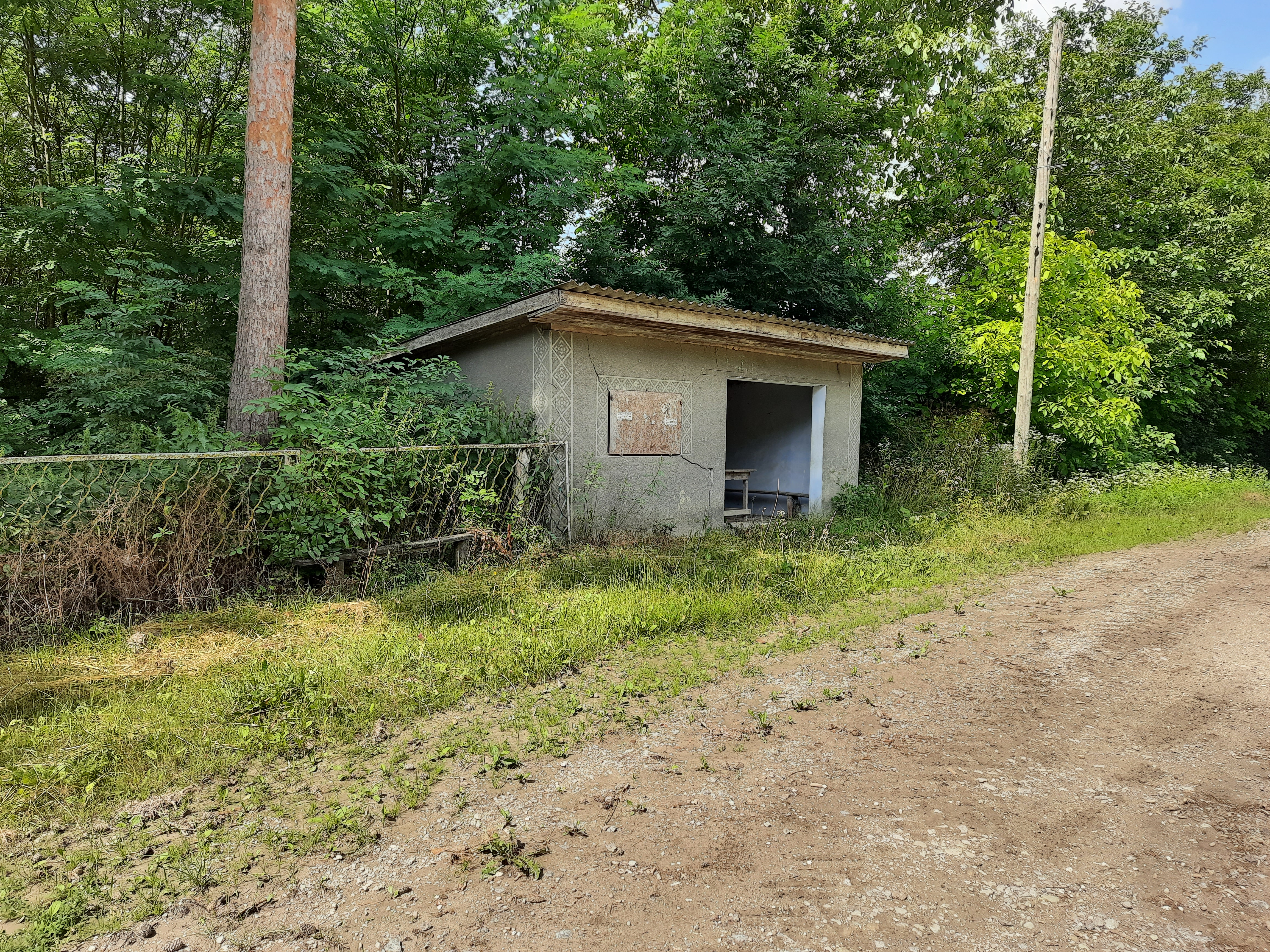
Автобусна зупинка
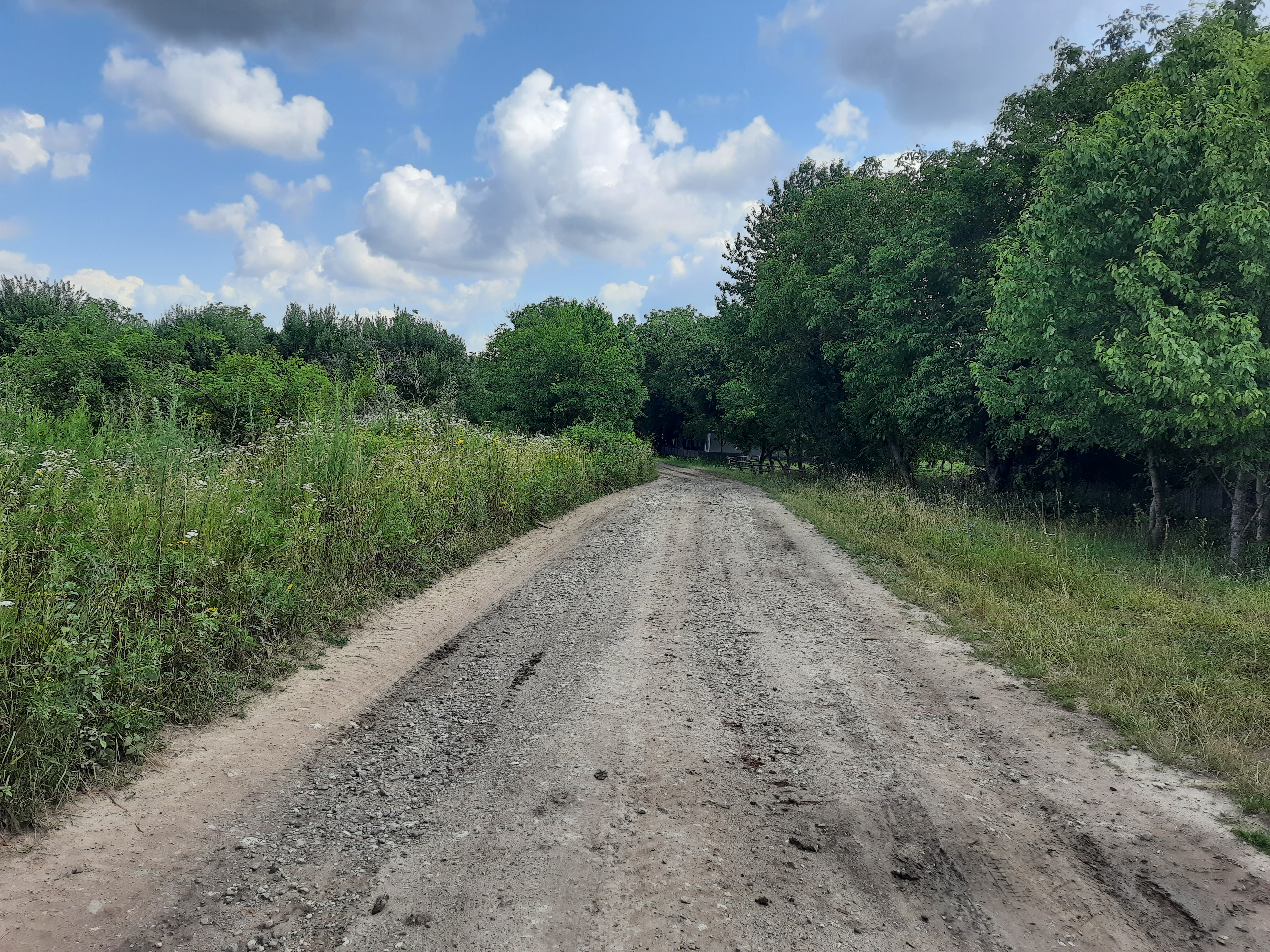
Околиця села
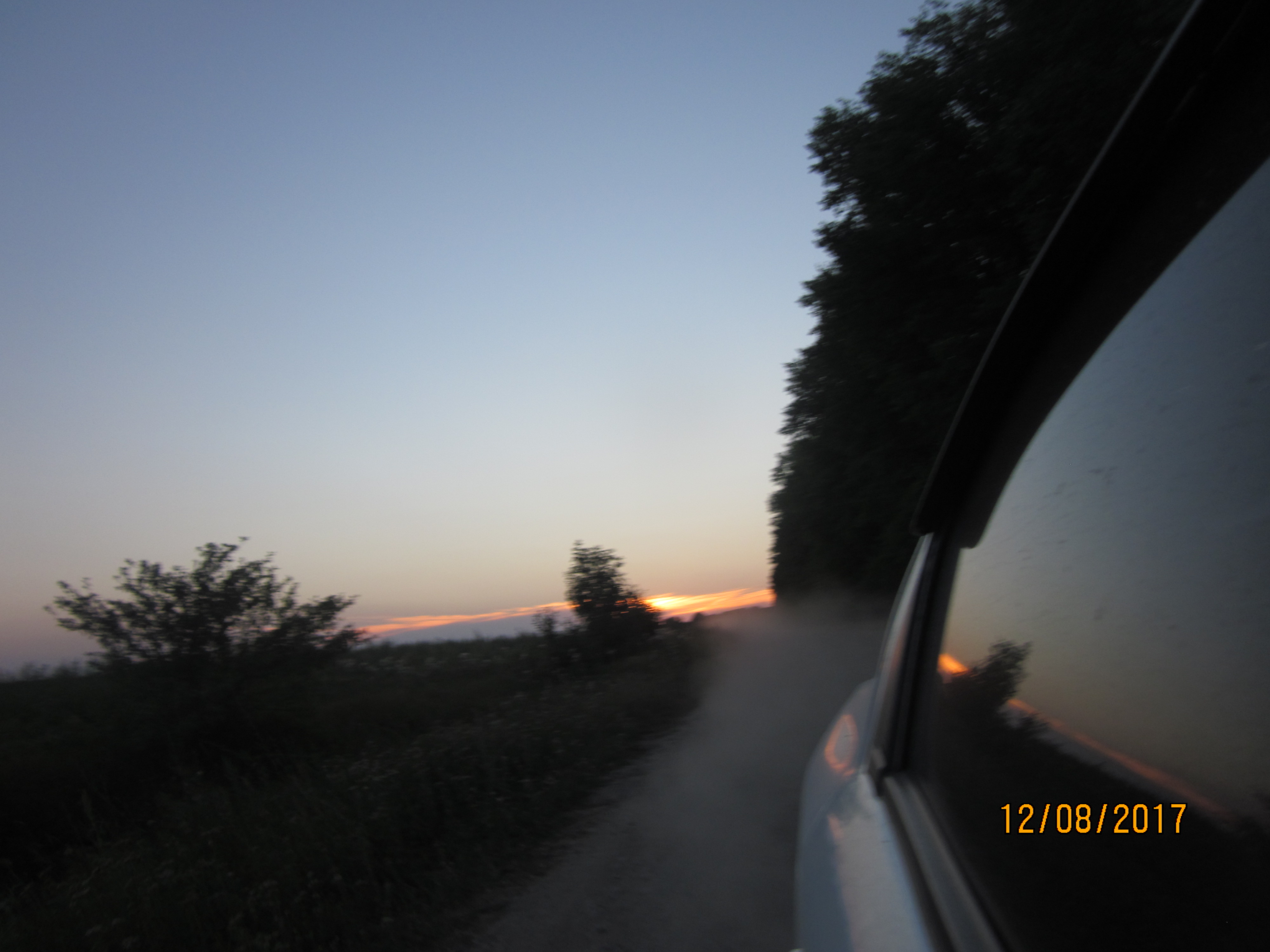
Дорога з села Підлісний Мукарів до Варварівки